# Domus Aurea

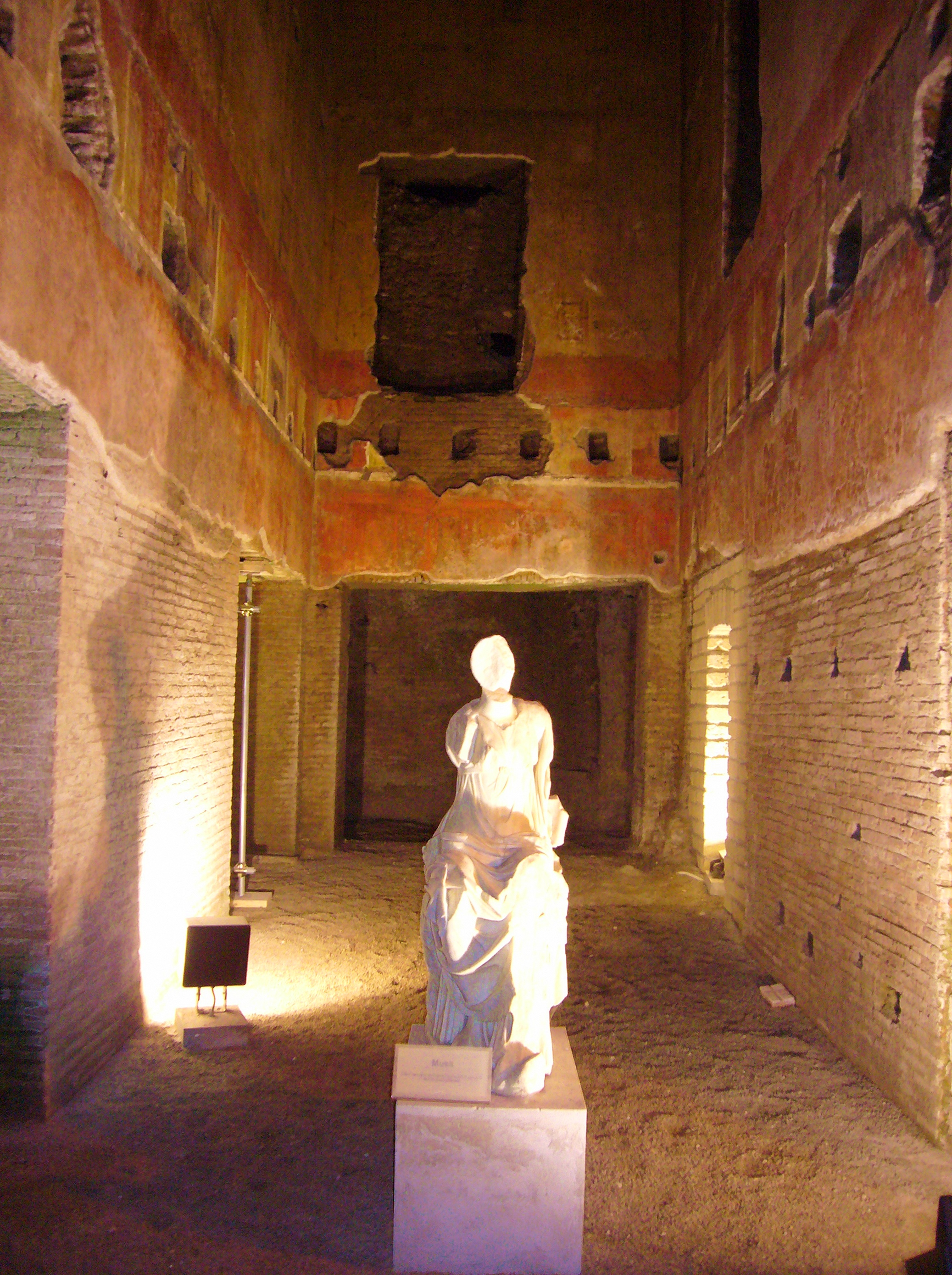
Statua muzy w Domus Aurea

Złoty Dom Nerona (łac. Domus Aurea) – rzymski pałac cesarza Nerona  zlokalizowany pomiędzy wzgórzami Palatynu i Eskwilinu. Prace budowlane zostały rozpoczęte w 64 r. i były prowadzone do roku 68. Przerwano je po śmierci cesarza. Z uwagi na dużą niepopularność tej inwestycji wśród mieszkańców Rzymu – wysokie jej koszty związane między innymi z szokującym współczesnych przepychem wystroju, przedsięwzięcie nigdy nie zostało ukończone. Do naszych czasów przetrwały starożytne opisy i pozostałości odkryte podczas prac wykopaliskowych prowadzonych w okresie renesansu. Odkrywcy z XVI wieku sądzili, że natrafili na naturalne groty i nazwali je Grotte di Roma. Pozostałości budowli zostały odnalezione pod innymi budowlami ze starożytności i średniowiecza. 
Dom Nerona został zaprojektowany przez architektów Sewerusa i Celera. Kompleks wzorowany był na zabudowie miejskiej willi i zajmował obszar około 100 ha. Wzdłuż elewacji o łącznej długości około 1,50 km zbudowano portyki. Prowadziły one do trapezoidalnego westybulu, w którym umieszczono ogromnych rozmiarów posąg Nerona (Colossus Neronis), który za panowania Wespazjana, po dodaniu promienistej korony radiacyjnej, został przerobiony na posąg Sola (Colossus Solis). Za nim znajdowała się sala o złoconym sklepieniu. W części wschodniej odkryto oktagonalną, przykrytą kopułą salę. Wśród licznych pomieszczeń umieszczono nimfajony z wodą słoną i słodką, sale o skomplikowanej konstrukcji i zróżnicowanym kształcie. Wraz z budową Złotego Domu przebudowano także Via Sacra, dodając do niej dwustronną kolumnadę. Droga ta dochodziła do pałacu, a jej część została w niego włączona.
W odkrytych salach odnaleziono liczne stiukowe dekoracje, malowidła w stylu podobnym do dekoracji odkrytych w Pompejach. Były ich dwa rodzaje:
- niewielkie obrazy pejzażowe, namalowane na gładkich ścianach ozdobione delikatnym ornamentem; część obrazów, nawiązujących do modnego wcześniej stylu egiptyzującego, przedstawiała kompozycje pełne fantastycznych stworów; malowidła te zostały nazwane „groteskami” od rzymskich grot (w czasach późniejszych określenie groteska nabrało nieco innego znaczenia);
- malarstwo iluzjonistyczne w formie głębokich prześwitów, powiększających optycznie wnętrza. Przedstawiano na nich perspektywicznie elementy architektury.

Dekoracje Złotego Domu zostały wzbogacone złoceniami i inkrustacją z pasty szklanej oraz sztukaterią. Ściany i posadzki zdobiły także liczne mozaiki. Jedną z osobliwości Złotego Domu jest mozaika wykonana na suficie. 

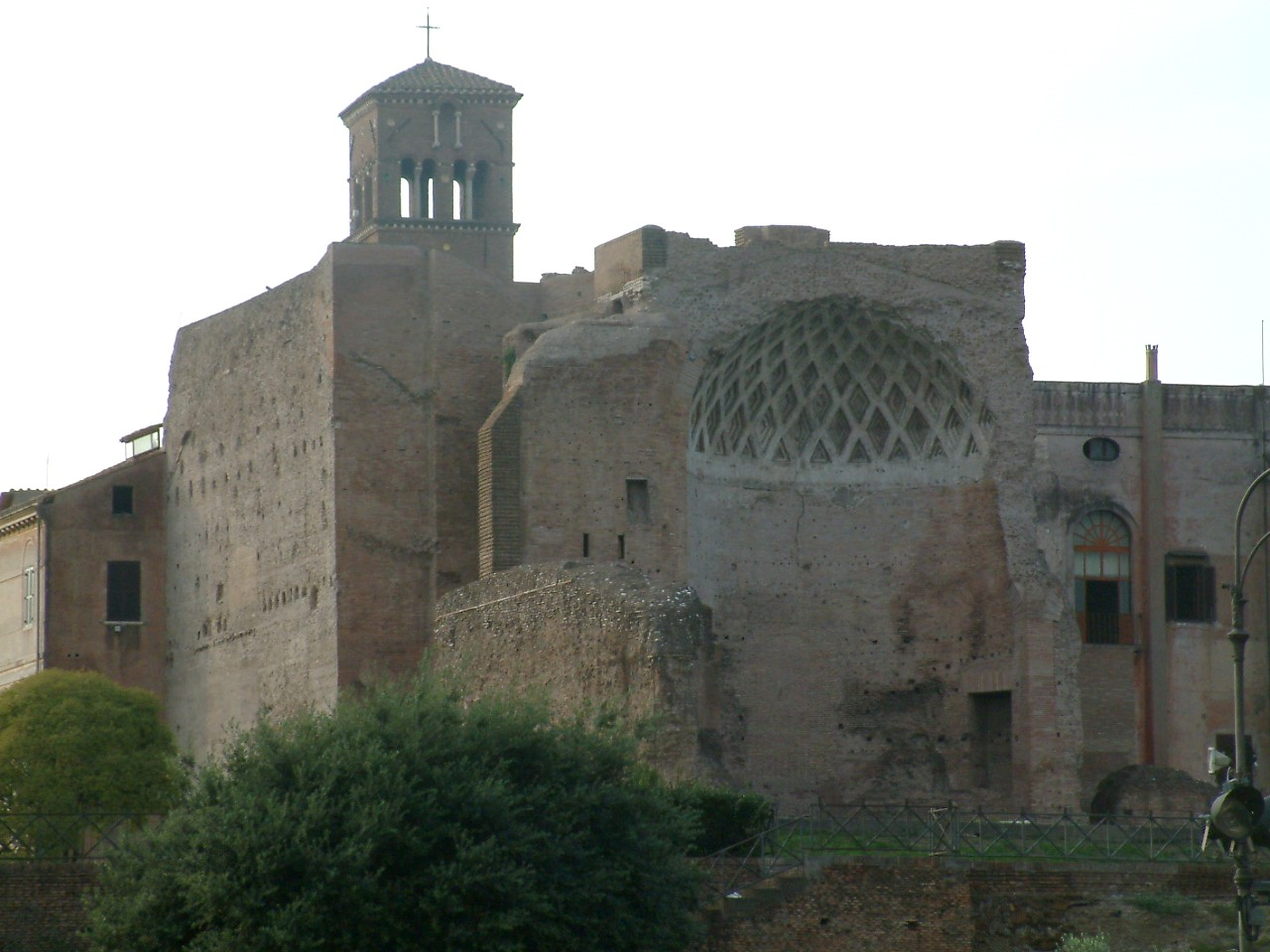
Apsyda Świątyni Wenery i Romy, za nią wieża kościoła Św. Franciszki Rzymianki (X w.)

Całość położona była wśród ogrodów i winnic. Na terenie odnaleziono także sztuczne jezioro, które było centralną częścią kompleksu. 
Po śmierci Nerona, w ukończonej części pałacu mieszkali cesarze Wespazjan i Tytus. Za czasów panowania Domicjana, budowla została włączona do przebudowanego przez niego Domus Augustana. Na terenie zajmowanym przez sztuczne jezioro wybudowano w czasach Flawiuszów Koloseum. Po zniszczeniach spowodowanych pożarem w 104 r. na miejscu zajmowanym przez skrzydło pałacu powstały termy Trajana. W 135 Hadrian zamienił westybul Złotego Domu na świątynię Wenus i Romy.
W latach 70. XVIII wieku na terenach dawnego Domu Nerona Ludovico Mirri prowadził wykopaliska a ich rezultaty dokumentowane były pracami Franciszka Smuglewicza i Vincenza Brenny. Okazałe, swobodne rekonstrukcje malowideł i dekoracji wypełniających niegdyś sale rezydencji zostały wydane w 1776 r. w formie teki Vestigia delle Terme di Tito rytowanej przez rzymskiego grafika Marco Carloniego wedle rysunków Smuglewicza i Brenny. Plansze te przyczyniły się do dalszej popularyzacji form klasycznych w sztuce XVIII i początków XIX wieku.
W 2019 w czasie prac archeologicznych odkryto nieznane dotąd fragmenty Domus Aurea, które z uwagi na zachowane freski nazwano komnatą sfinksa.